# Redundance
Redundance (z lat. redundare, přetékat, přebývat) znamená informační nebo funkční nadbytek, například větší množství informace, prvků nebo zařízení, než je nezbytné. Odtud dvojí odlišné užití slova:
- Redundance jako zbytečnost, plýtvání slovy a prostředky. Redundantní je příslovečné „páté kolo u vozu“.
- V jazyce, v komunikaci, v informatice i v technice je však redundance důležitá jako prostředek ke zvyšování spolehlivosti a odolnosti proti chybám.

## Redundance v jazyce
Jazyk sám je z informatického hlediska silně redundantní, protože ne všechny kombinace hlásek a písmen dávají v daném jazyce smysl. Ale jen díky tomu může čtenář rozeznat překlepy, tiskové chyby a podobně. Automatické jazykové korektory využívají právě této „přirozené“ redundance. Naopak telefonní čísla mají redundanci daleko menší a při chybě se uživatel často dovolá jinému účastníkovi než chtěl.

## Při komunikaci
Při hlasové komunikaci a za ztížených podmínek nebo u obtížných slov, zkratek atd. se redundance uměle zvyšuje hláskováním: slovo „pac“ se hláskuje jako „pé-á-cé“ nebo „Petr – Adam – Cyril“. To je zvlášť obvyklé v angličtině (spelling), kde se výslovnost často velmi odchyluje od psané formy. Kromě toho se redundance záměrně využívá v rétorice: opakovaná slova a myšlenky si posluchač lépe zapamatuje, v básních se myšlenka často opakuje jinými slovy (hendiadys, paralelismus).

## V informatice
Data
Zejména zápisy čísel, kódů a programů mají velmi nízkou redundanci, která se často plánovitě zvyšuje například paritou, kontrolní číslicí nebo kontrolním součtem, které umožňují aspoň odhalení části chyb. Ještě daleko složitější a nákladnější redundance se užívají v podobě tzv. „samoopravného kódování“ (samoopravný kód), které dovoluje automatickou opravu jedné nebo i více chyb na určitý počet bitů informace.
Ukládání stejných dat na dvě různá místa je základem pro nejrůznější clusterová úložiště a zálohovací systémy.
Infrastruktura
Hardwarové komponenty mají různou míru kazivosti, proto se je v některých případech vyplatí zdvojit. Je tak zaručena vysoká míra dostupnosti a spolehlivosti. Na tomto principu jsou založeny například systémy RAID (vícenásobná pole levných disků).
Komunikační kanál
Příkladem může být možnost vzdálené správy serveru přes internet i přes paralelně natažený optický kabel.
Duální napájení
Pokud je server připojený ke dvěma nezávislým zdrojům elektřiny, výpadek jednoho z nich nezpůsobí nedostupnost serveru.
ISP konektivita
Podobně jako do elektrické sítě může být server připojen ke dvěma a více poskytovatelům internetového připojení, aby byla zajištěna co nejspolehlivější konektivita.

## V technice
Typickým příkladem technické redundance je například zdvojování výtahových lan, souběžné ukládání dat v diskových polích RAID, souběžné zpracování dat u spolehlivostních počítačových systémů nebo ztrojení řídících a komunikačních systémů v raketoplánu. Také první československý číslicový počítač SAPO měl ztrojenou výpočetní jednotku a při nesouhlasném výsledku operace jednotky „hlasovaly“. Zároveň je však třeba uvážit, že tento druh redundance zvyšuje počet součástek a tím také pravděpodobnost nahodilé chyby i poruchy.